# Друг (Сонеты Шекспира)
«Друг» или «Юноша» — условное обозначение мужчины, которому адресовано большинство сонетов Уильяма Шекспира (с 1-го по 126-й). Его имя неизвестно, у исследователей есть разные предположения о том, кого Шекспир мог иметь в виду. В большинстве гипотез фигурируют Генри Ризли, 3-й граф Саутгемптон, и Уильям Герберт, 3-й граф Пембрук. В первых сонетах цикла автор убеждает друга (по-видимому, совсем молодого человека) вступить в брак и стать отцом детей, чтобы его красота получила таким образом продолжение.